# Kirchenregion Apulien

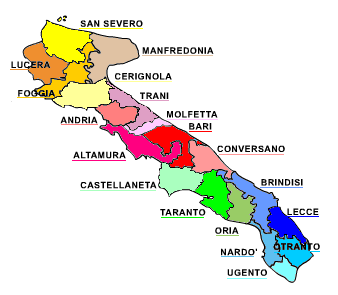
Die Kirchenregion Apulien

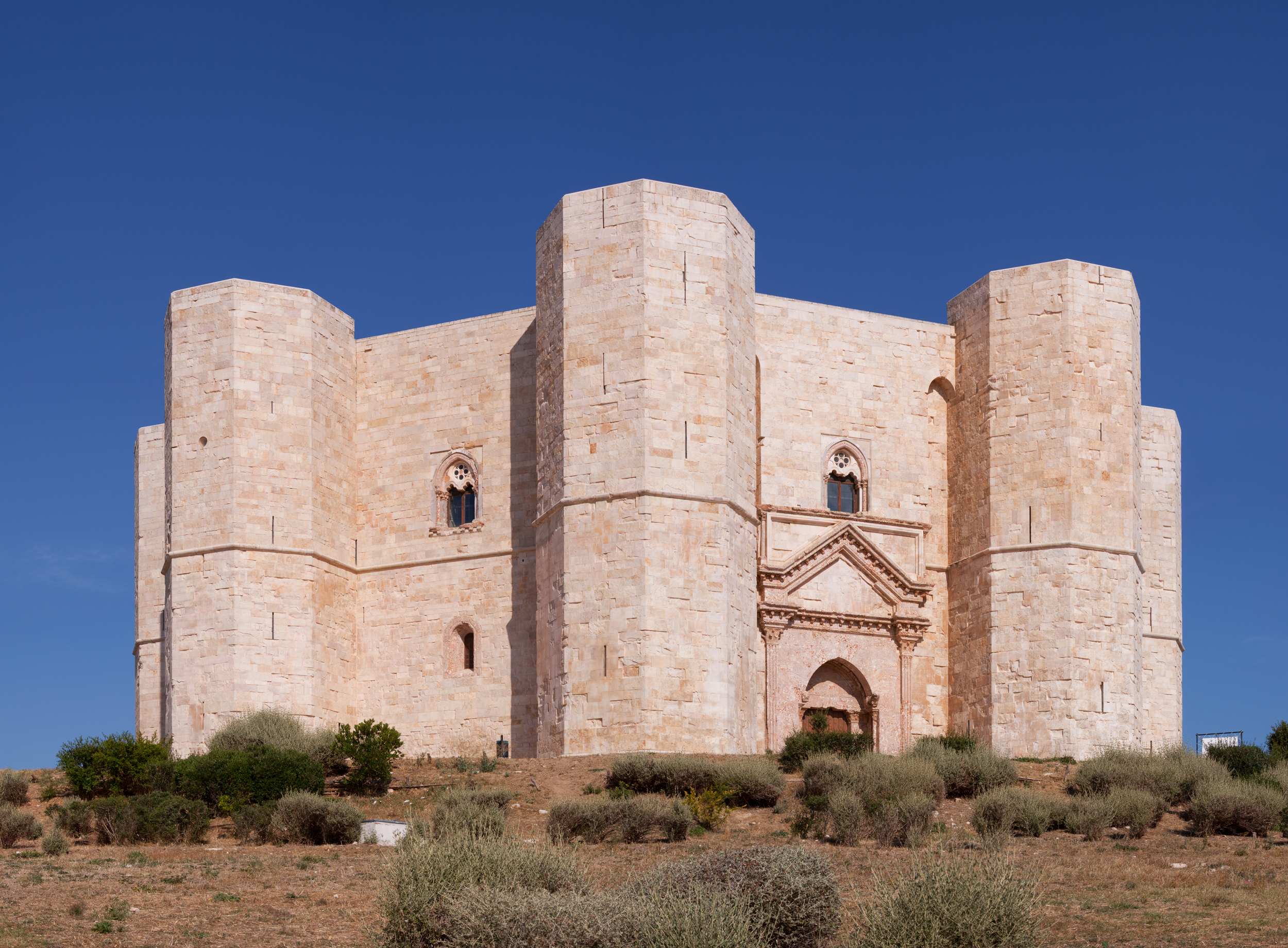
Das bekannteste Bauwerk Apuliens:
Das Castel del Monte

Die Kirchenregion Apulien (ital. Regione ecclesiastica Puglia) ist eine der 16 Kirchenregionen der römisch-katholischen Kirche in Italien. Sie umfasst 4 Kirchenprovinzen mit insgesamt 20 Diözesen.
Territorial entspricht die Kirchenregion Apulien der italienischen Region Apulien.

## Kirchenprovinz Bari-Bitonto
- Erzbistum Bari-Bitonto

1. Bistum Altamura-Gravina-Acquaviva delle Fonti
2. Bistum Andria
3. Bistum Conversano-Monopoli
4. Bistum Molfetta-Ruvo-Giovinazzo-Terlizzi
5. Erzbistum Trani-Barletta-Bisceglie

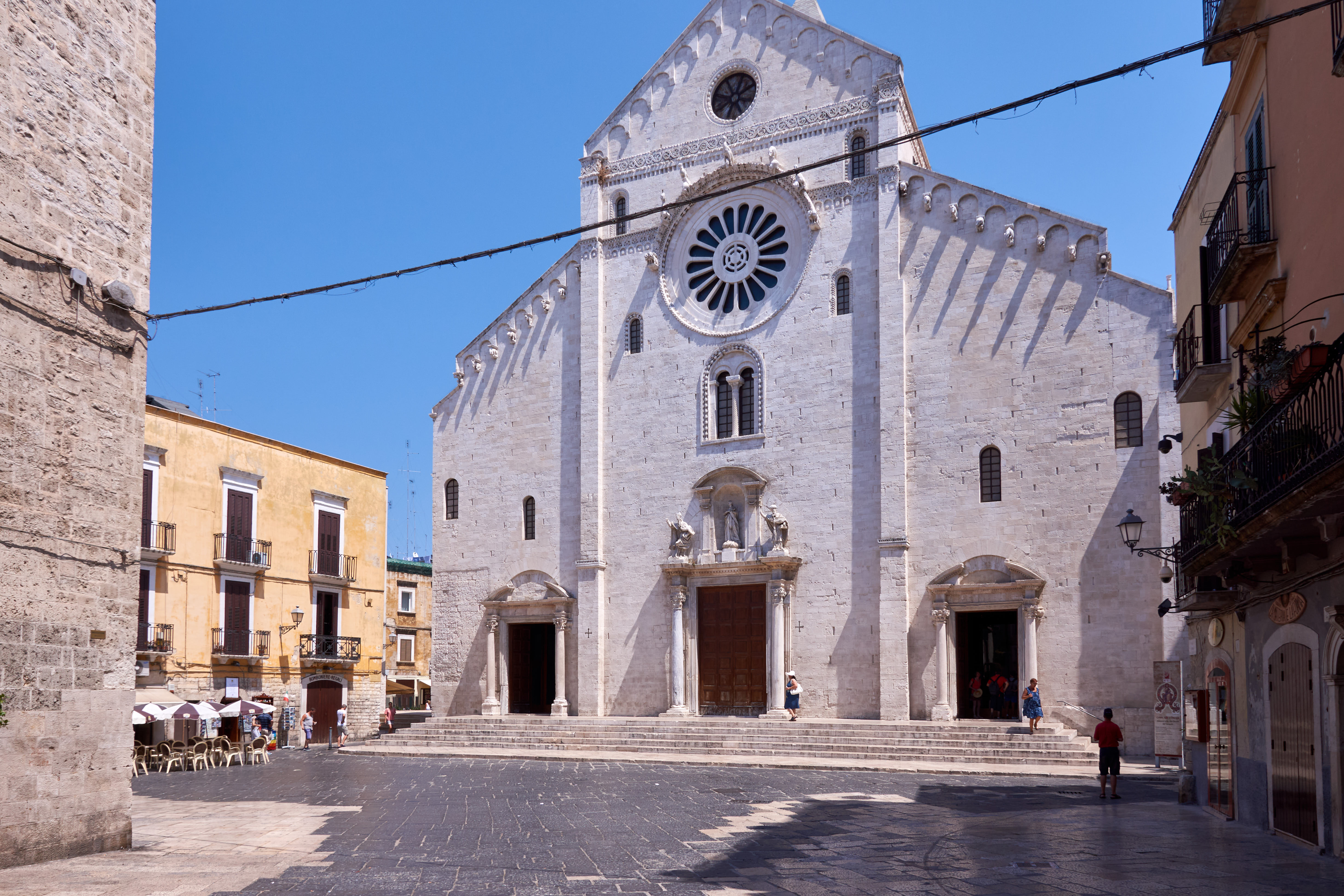
Der Dom von Bari,
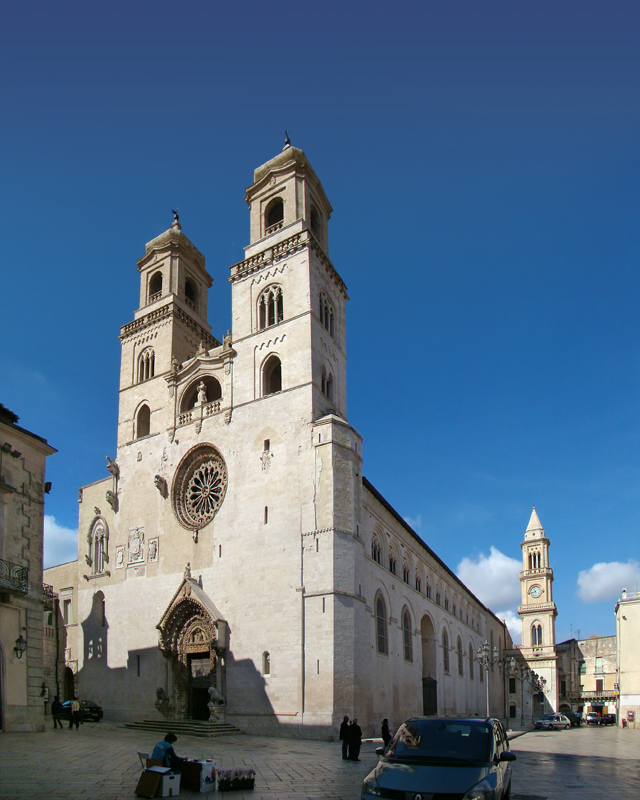
… Altamura,
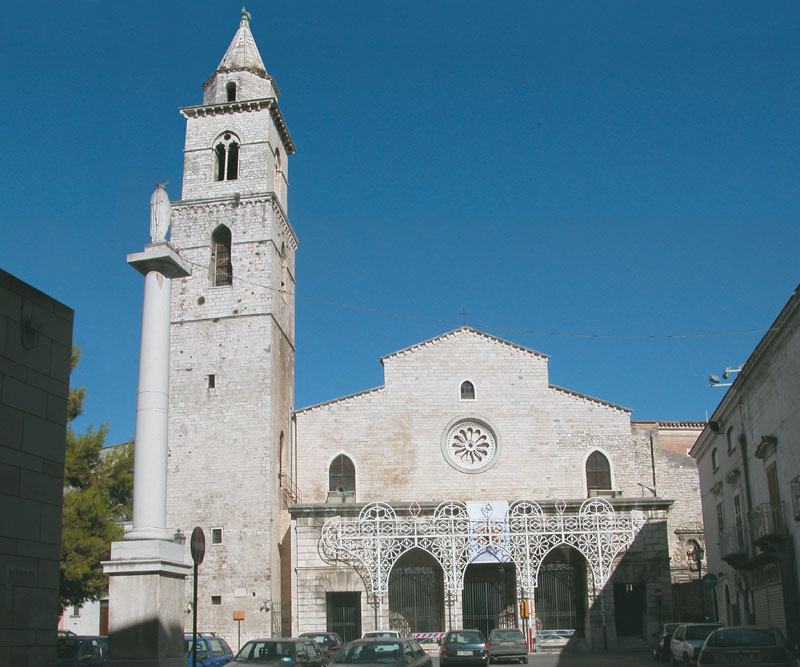
… Andria,
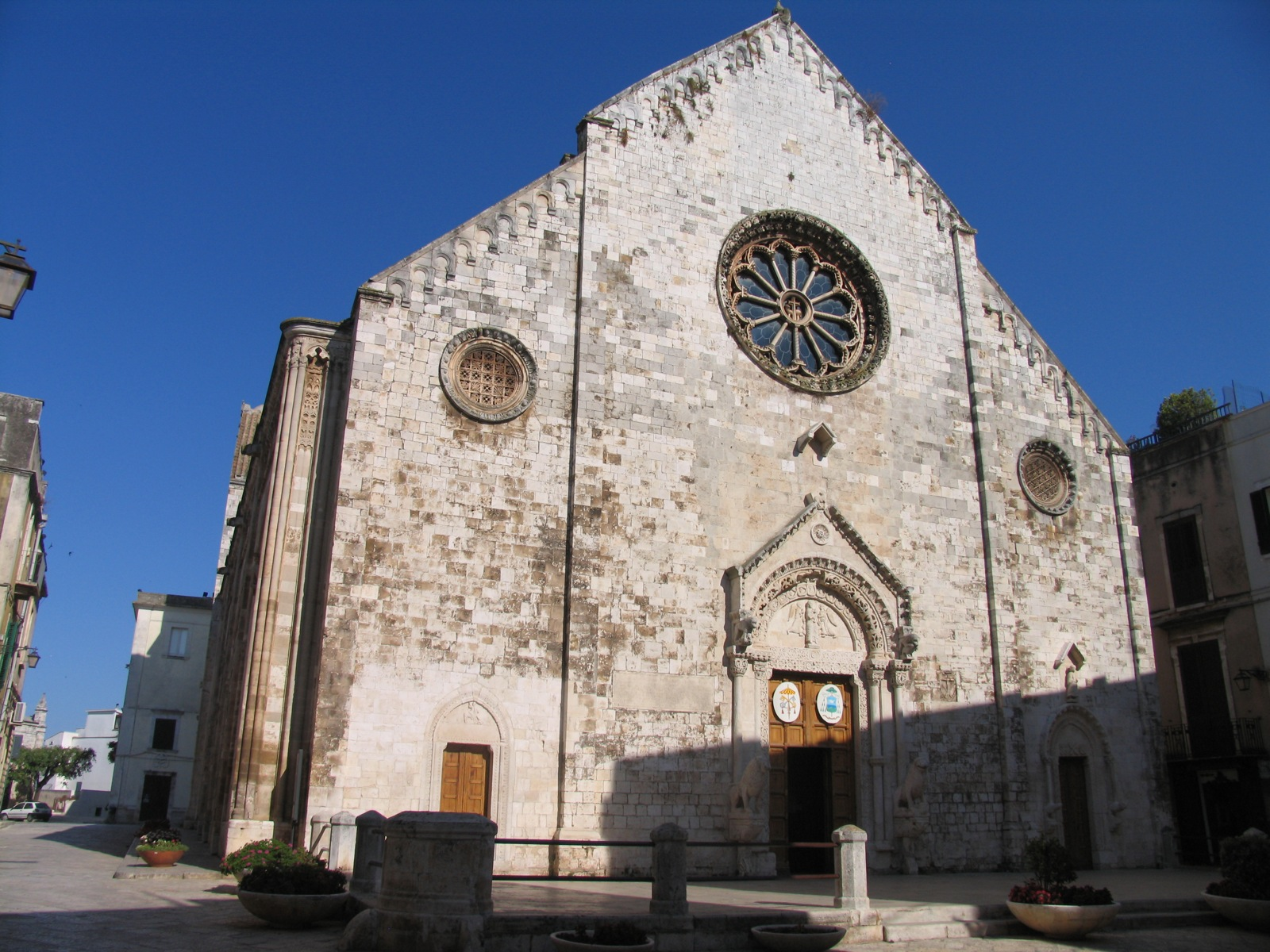
… Conversano,
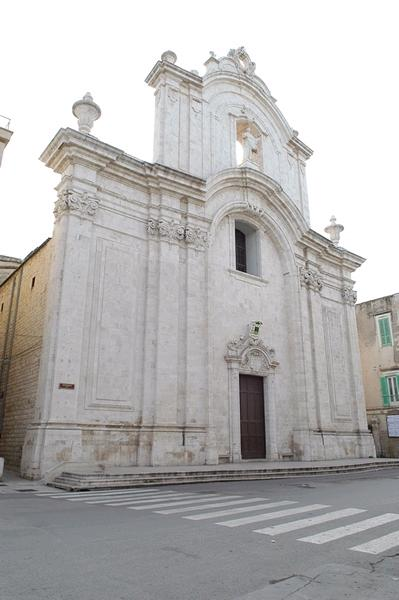
… Molfetta
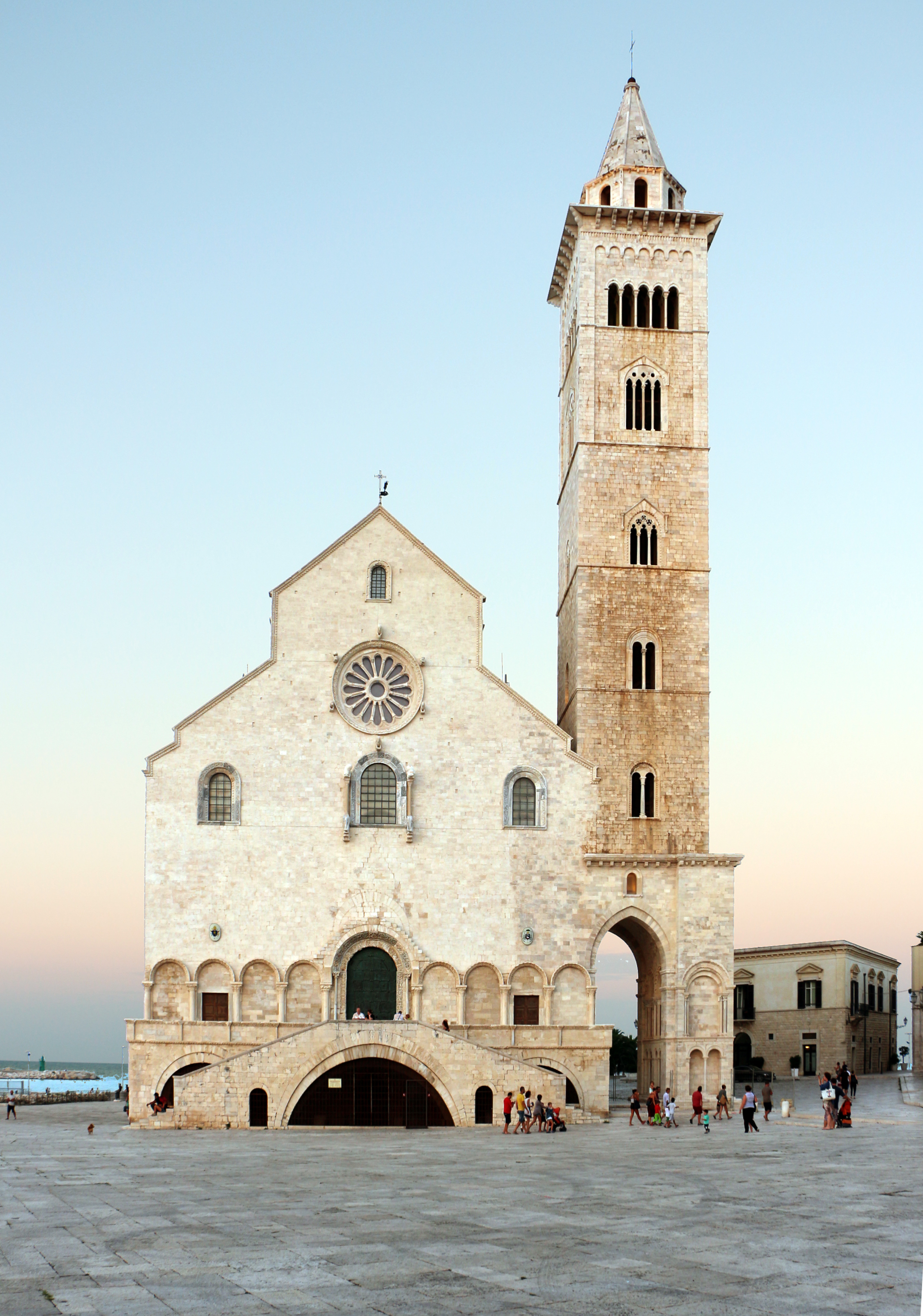
… und Trani.

## Kirchenprovinz Foggia-Bovino
- Erzbistum Foggia-Bovino

1. Bistum Cerignola-Ascoli Satriano
2. Bistum Lucera-Troia
3. Erzbistum Manfredonia-Vieste-San Giovanni Rotondo
4. Bistum San Severo

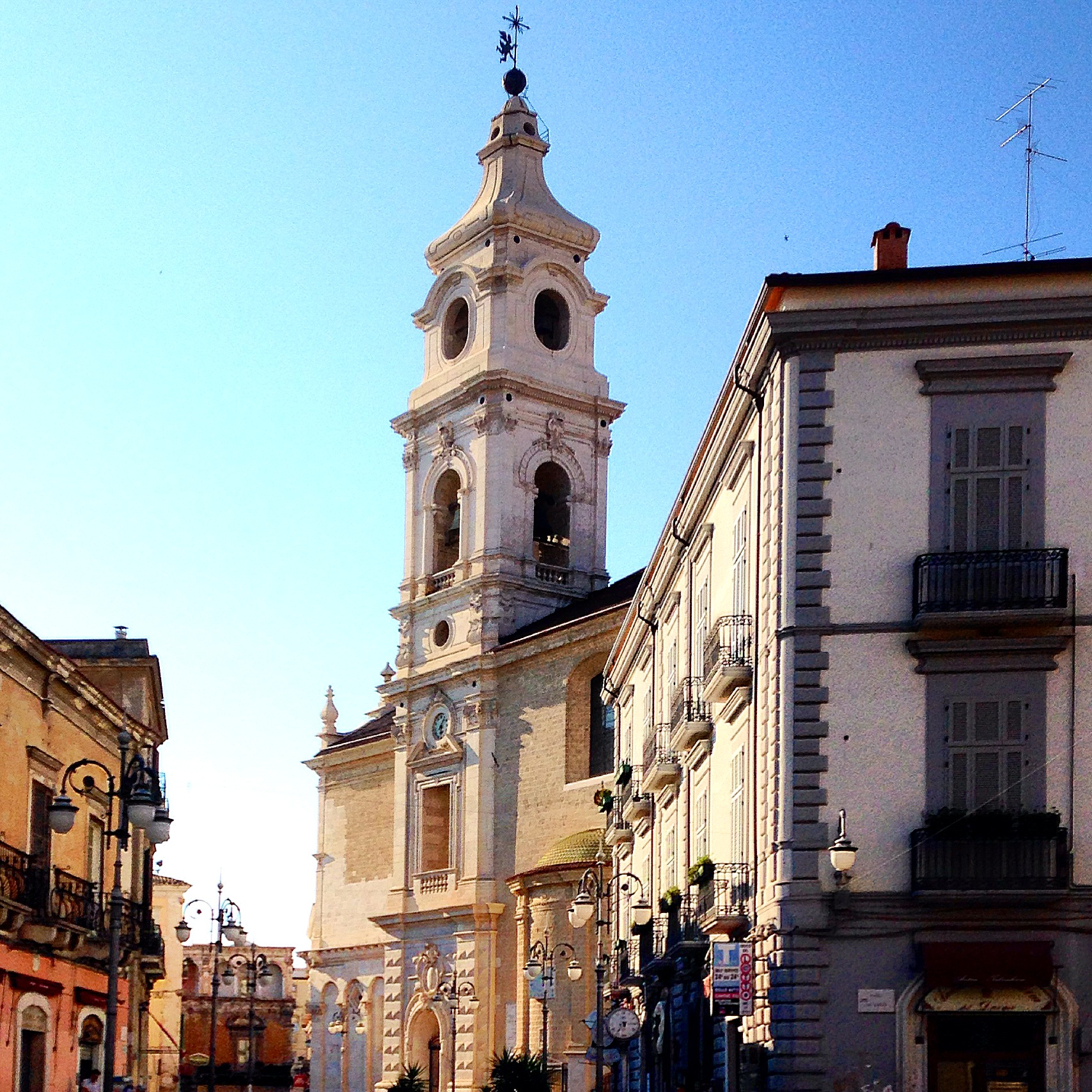
Der Dom von Foggia,
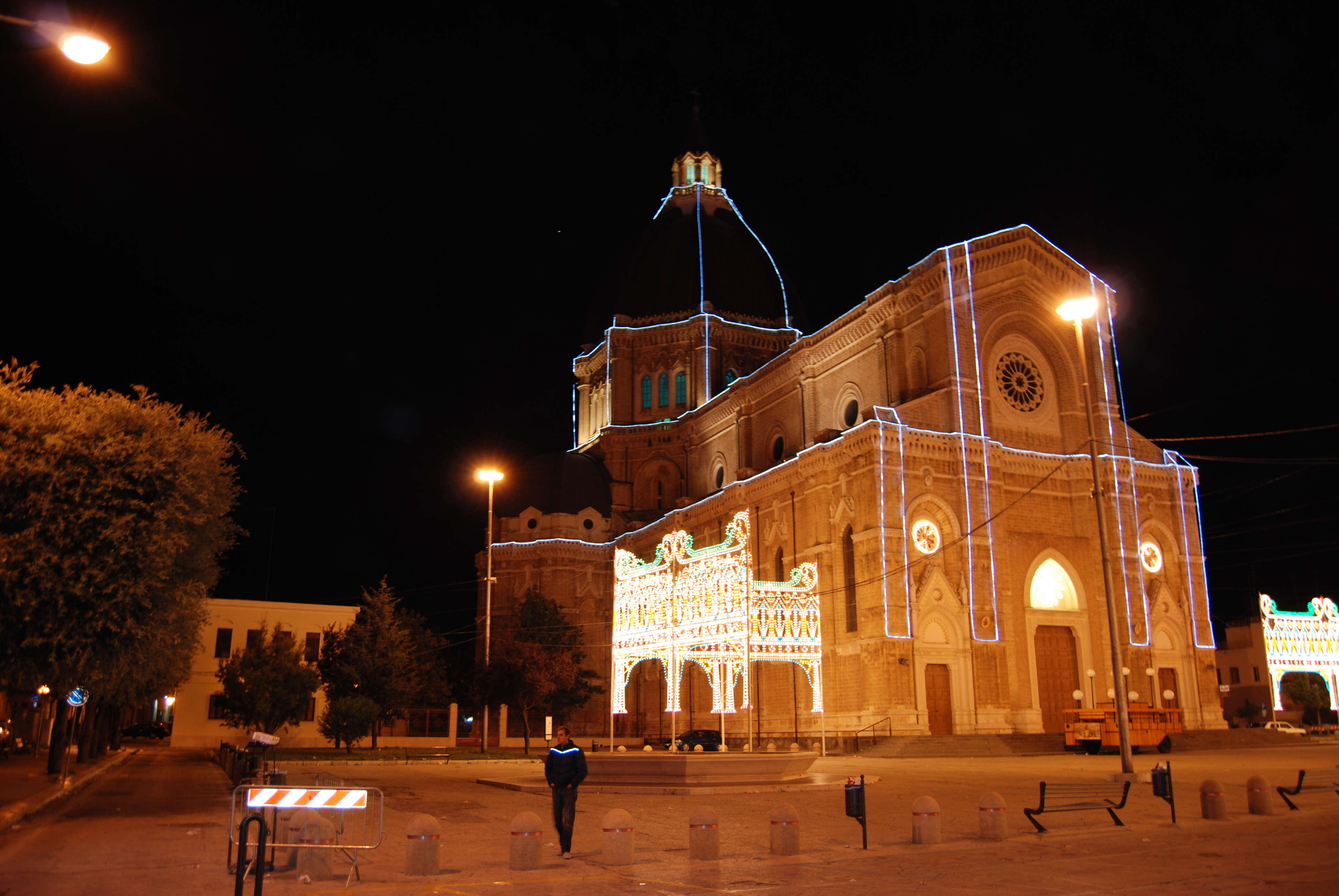
… Cerignola,
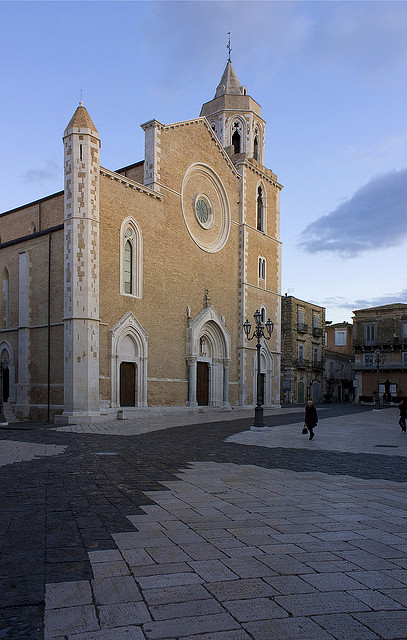
… Lucera,
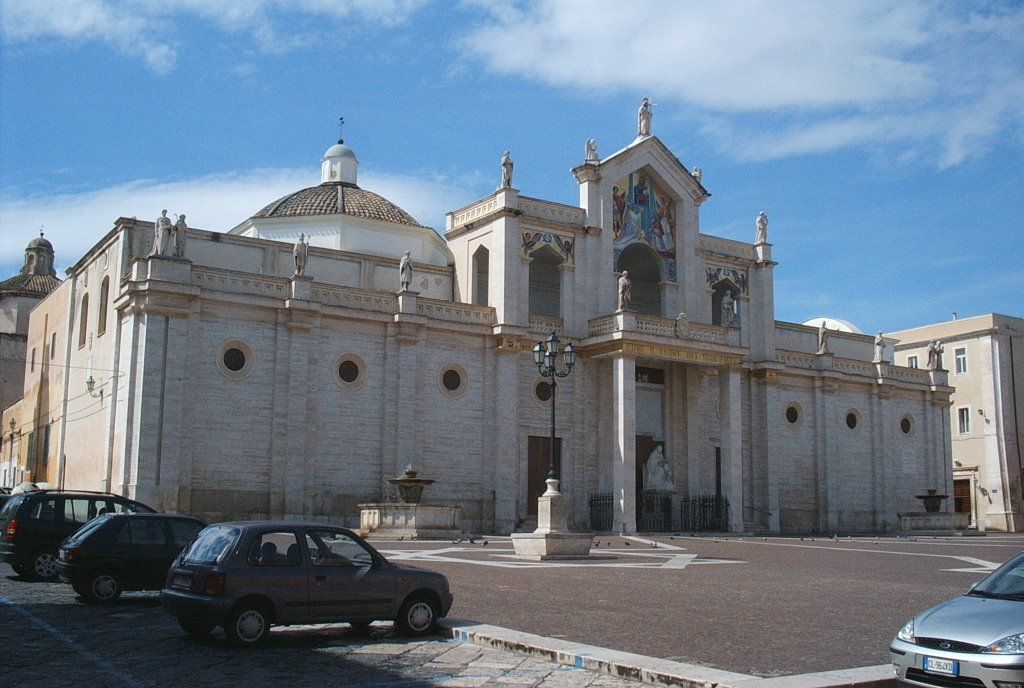
… Manfredonia
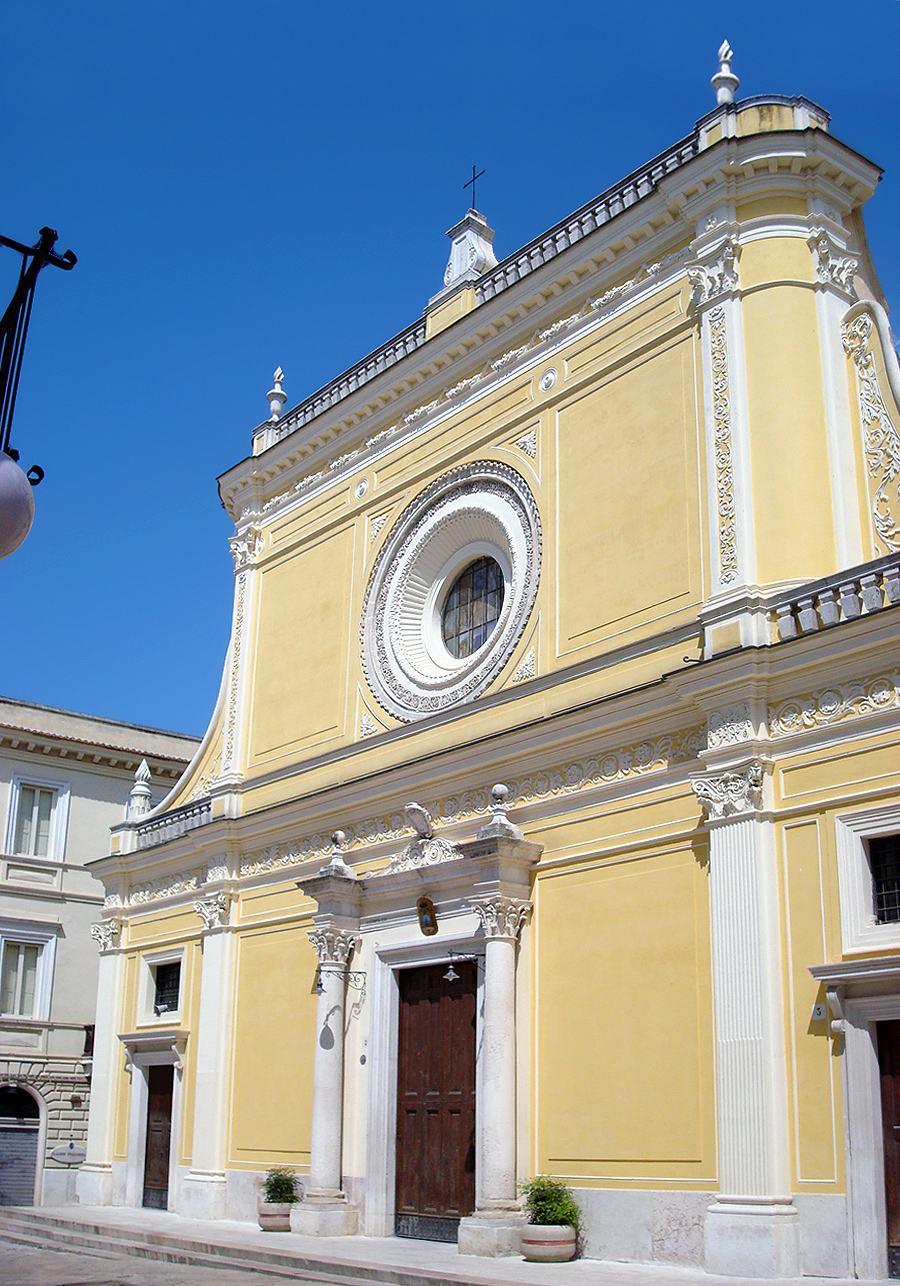
… und San Severo.

## Kirchenprovinz Lecce
- Erzbistum Lecce

1. Erzbistum Brindisi-Ostuni
2. Bistum Nardò-Gallipoli
3. Erzbistum Otranto
4. Bistum Ugento-Santa Maria di Leuca

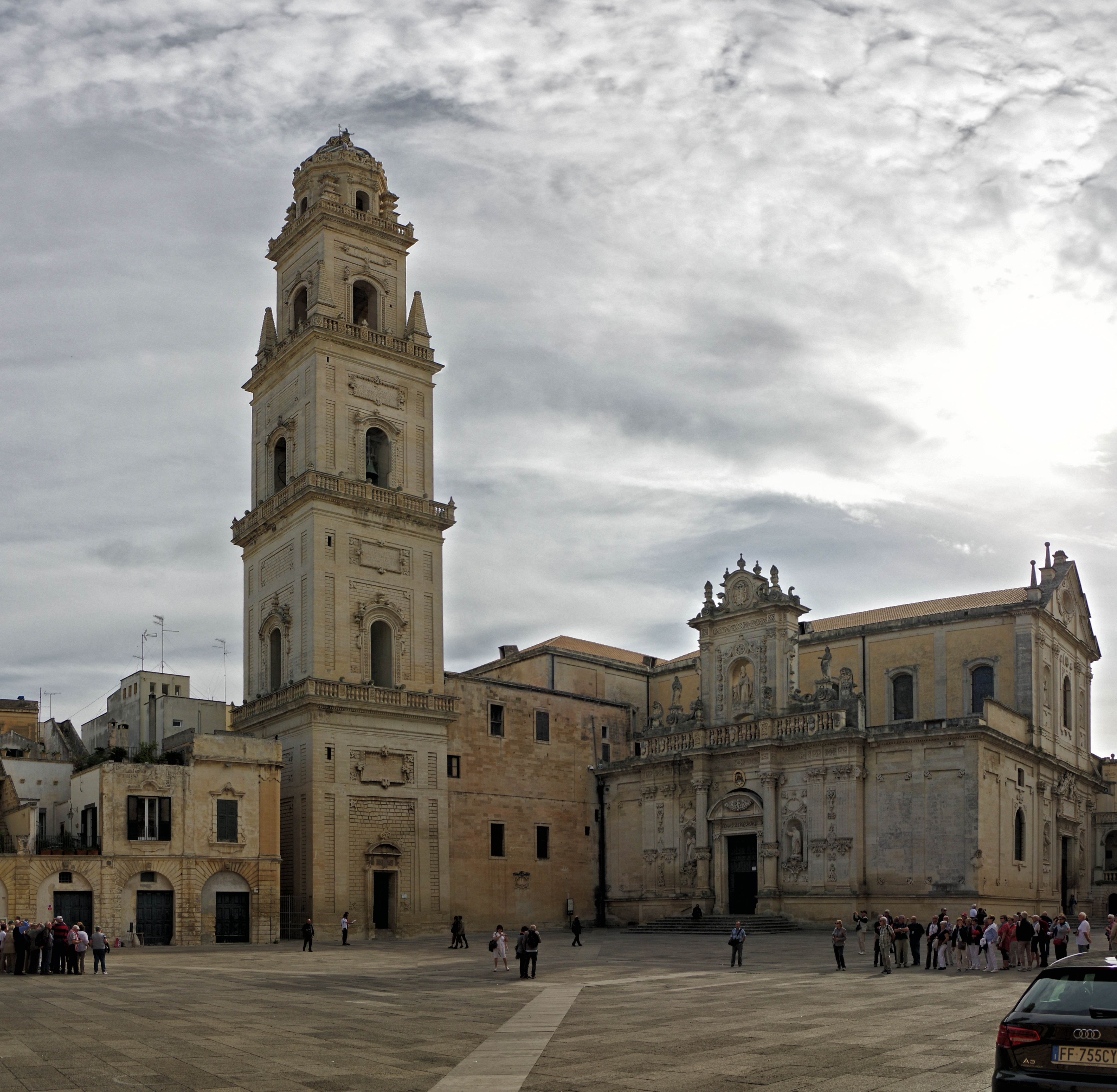
Der Dom von Lecce,
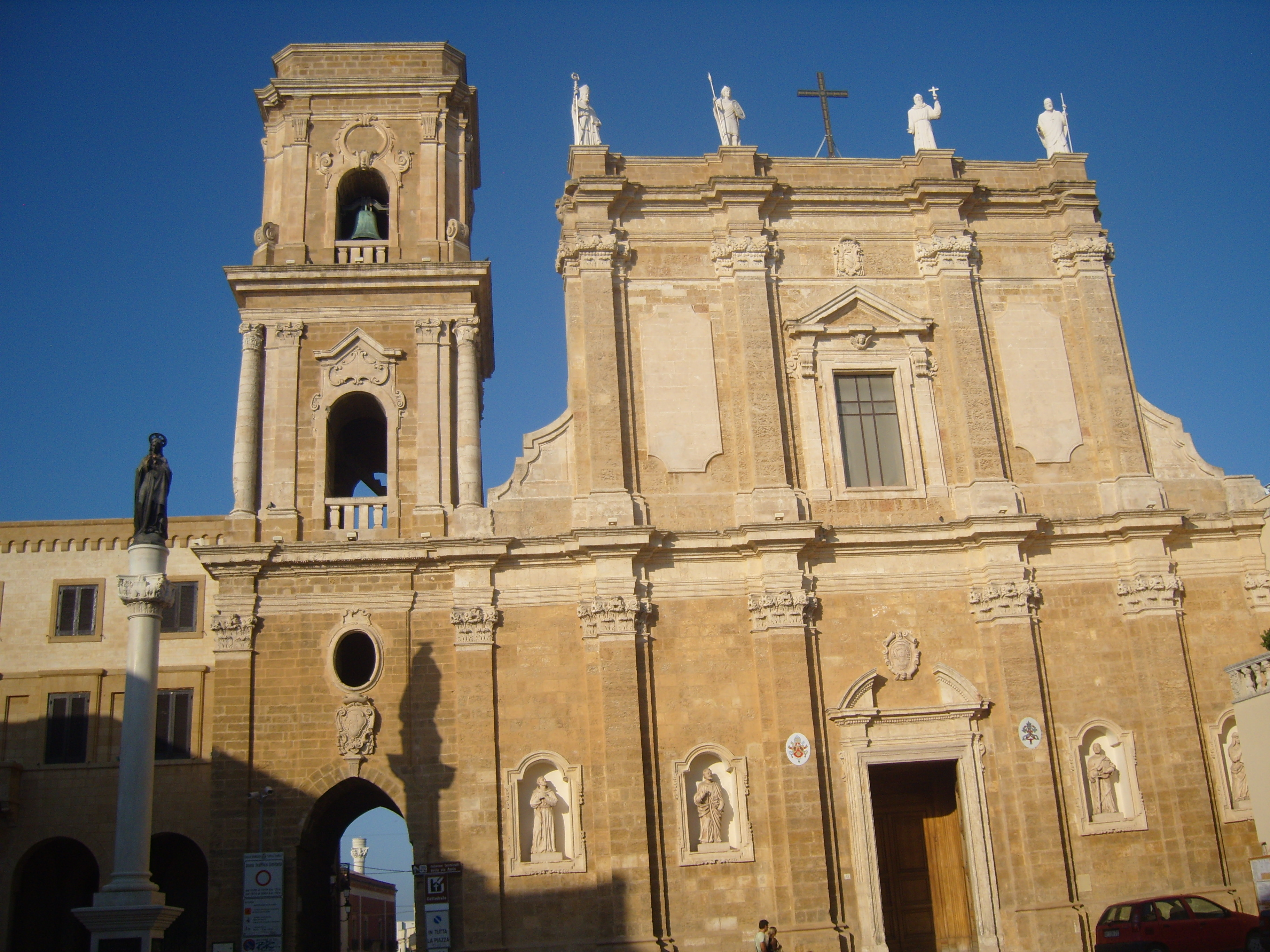
… Brindisi,
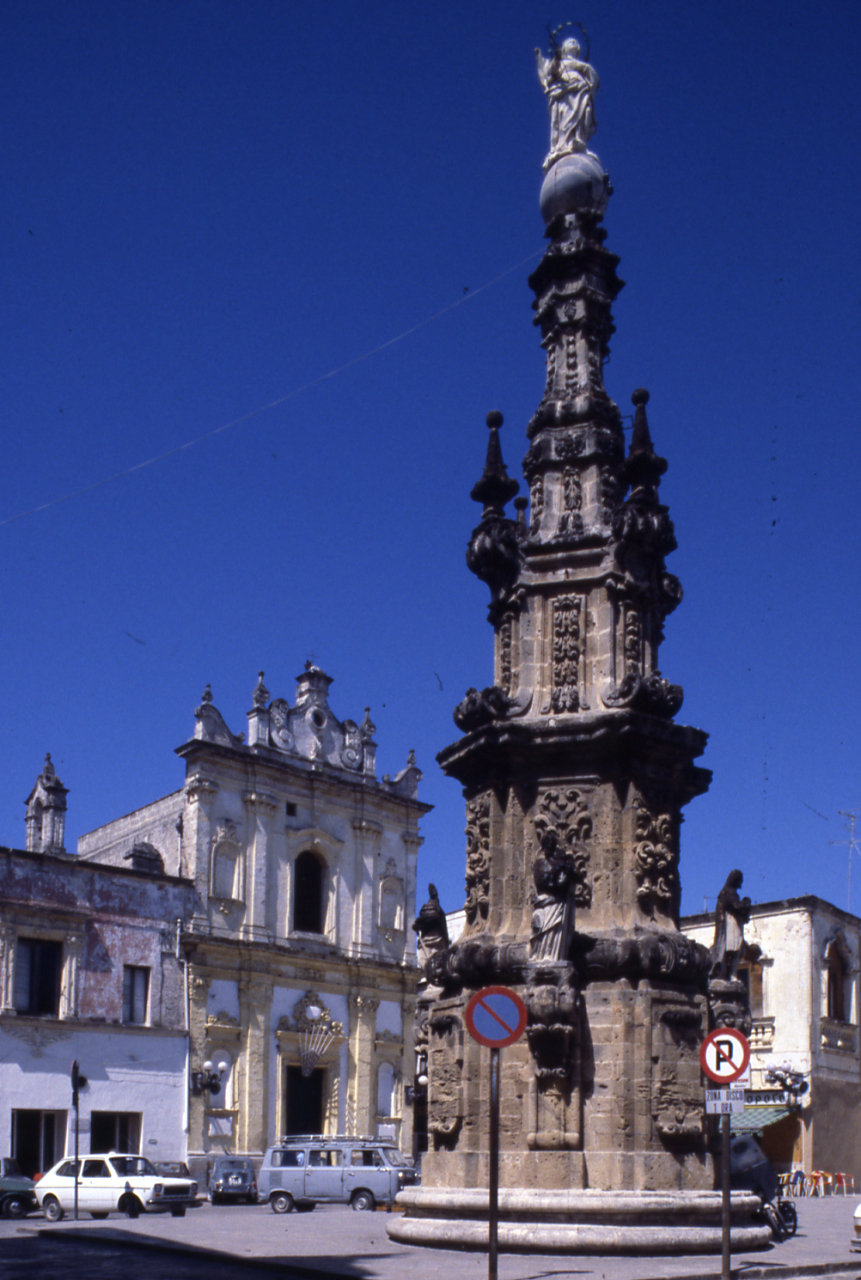
… Nardò
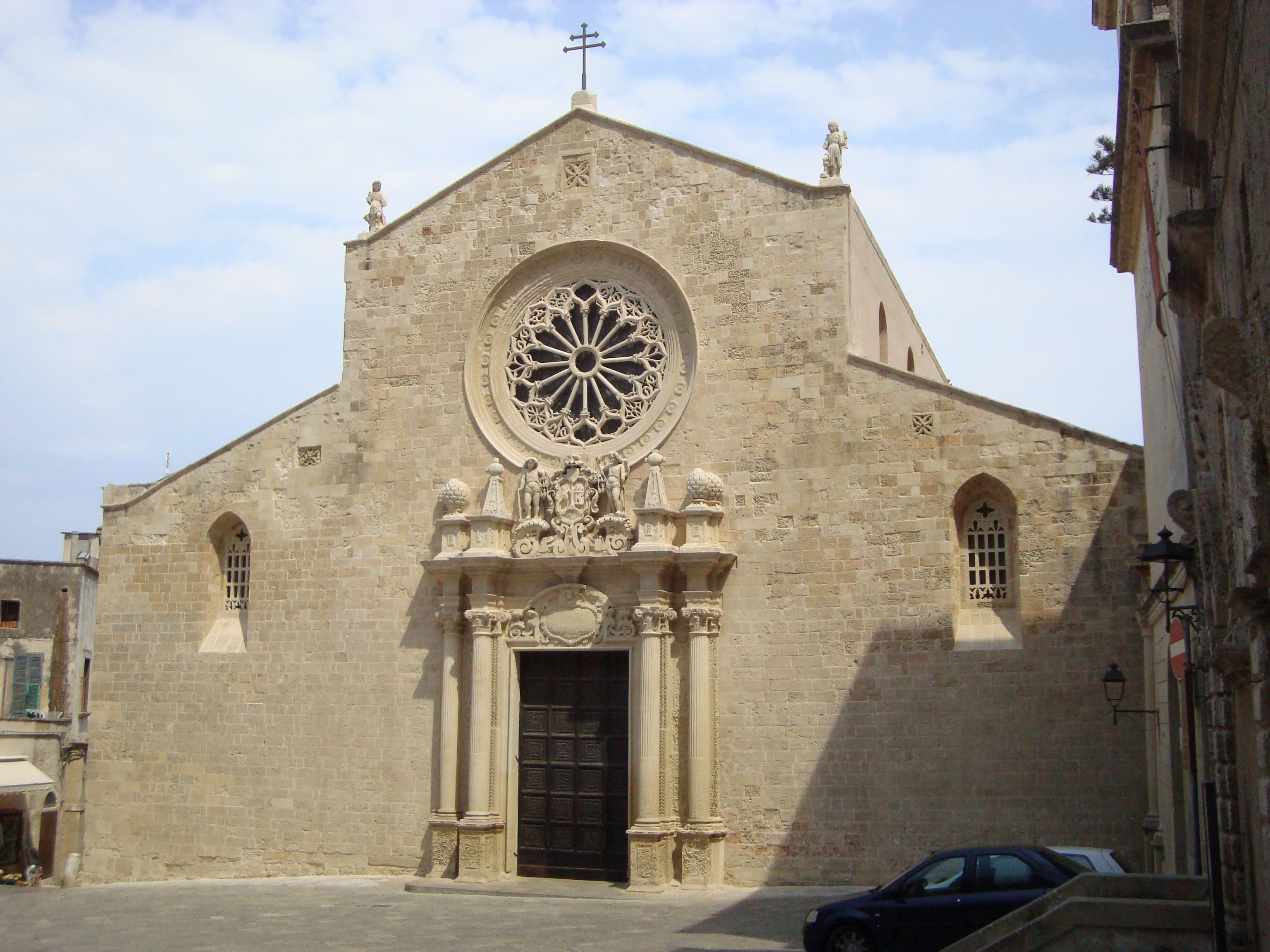
… Otranto
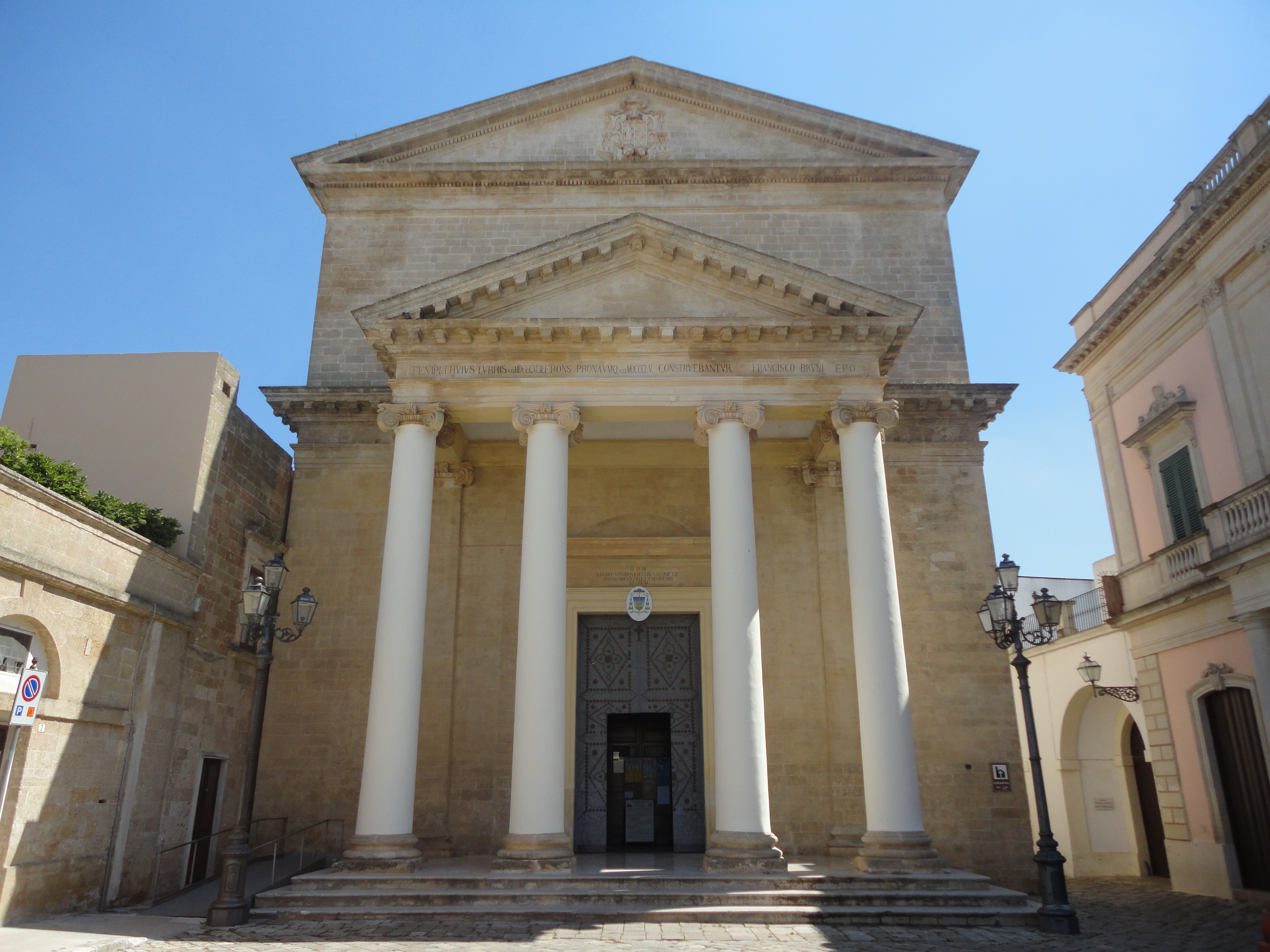
… und Ugento.

## Kirchenprovinz Tarent
- Erzbistum Tarent

1. Bistum Castellaneta
2. Bistum Oria

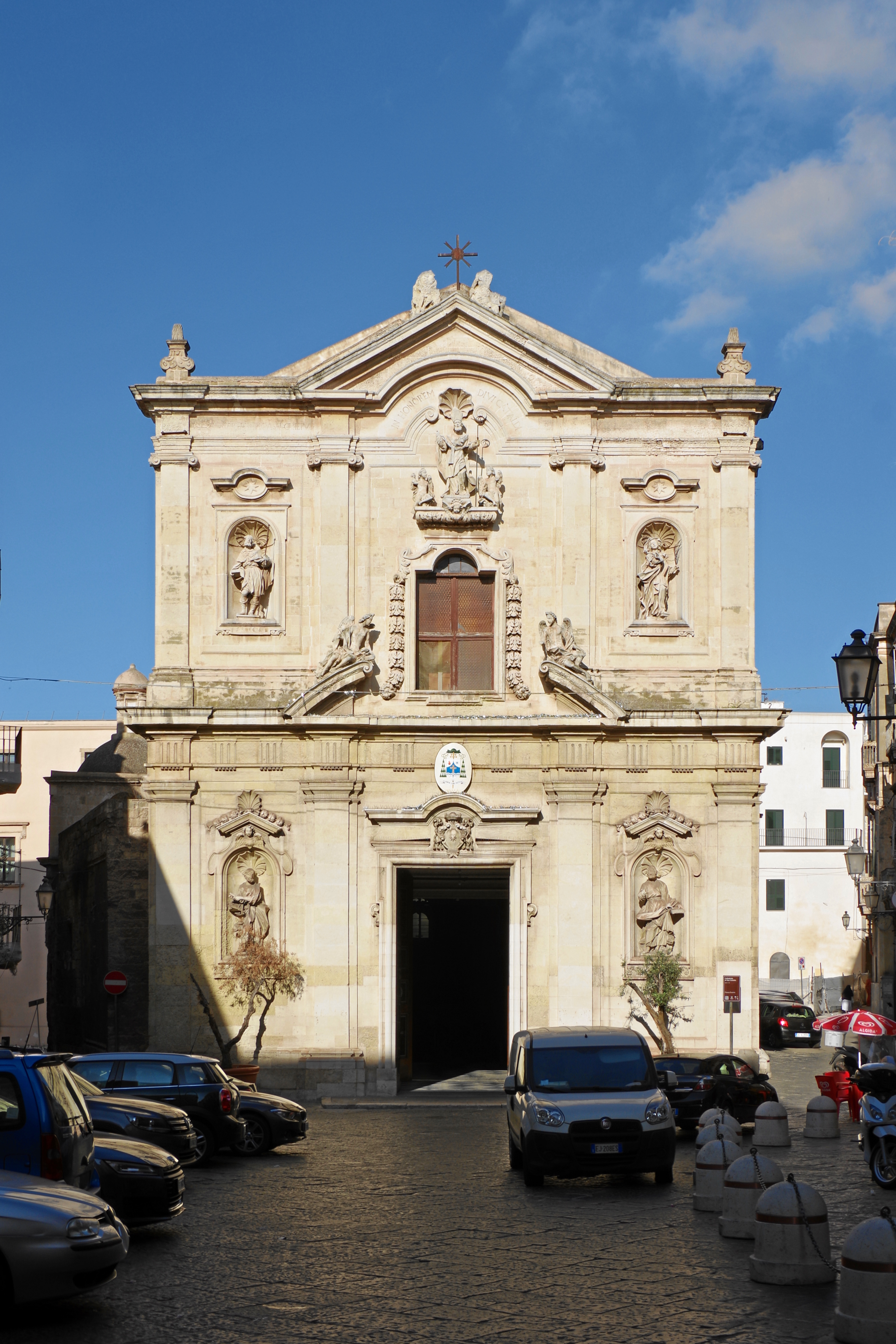
Der Dom von Tarent,
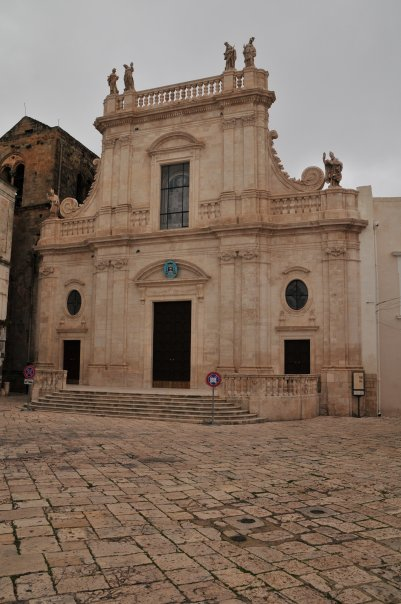
… Castallaneta
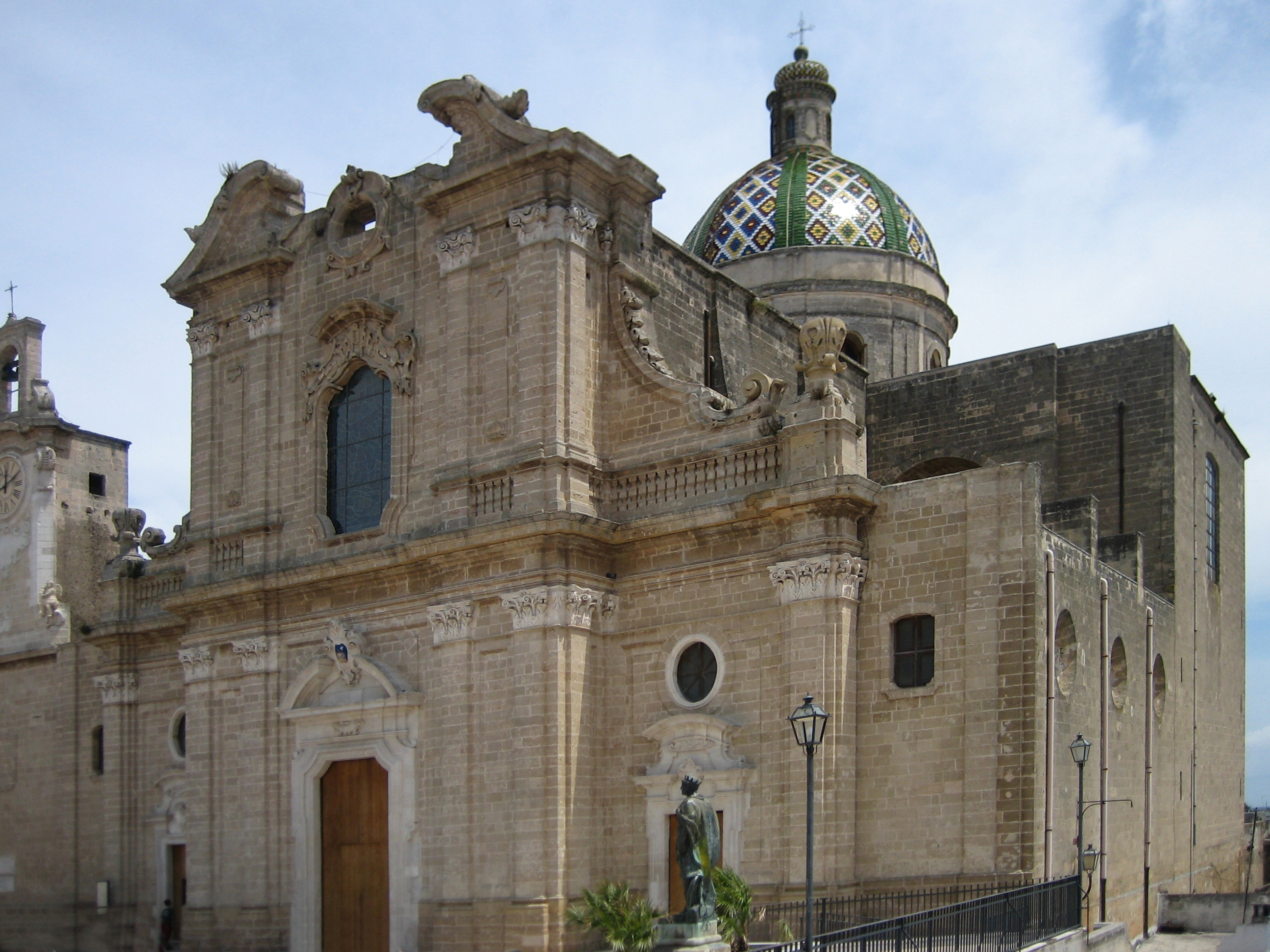
… und Oria.